# Rejon askiński
Rejon askiński (ros. Аскинский район) - jeden z 54 rejonów w Baszkirii. Stolicą regionu jest Askino.
100% populacji stanowi ludność wiejska, ponieważ w regionie nie ma żadnego miasta.